# ダイエット・ヴィレッジ
『ダイエット・ヴィレッジ』は、日本テレビにて不定期放送されている特別番組・バラエティ番組である。

## 概要
8人の「おデブ」が、1ヵ月または2か月かけて、様々なトレーニングを通して、全員で合わせて100kgのダイエットに挑戦する。
第1弾は2014年8月29日未明（28日深夜）・9月5日未明（4日深夜）の『マンスリーTV』内で放送され、再編集版が2015年2月14日に放送された。第2弾は日本テレビで2015年11月9日から11月15日まで実施していた『START!秋のカラダWEEK』の一企画として、ゴールデン・プライムタイムの特番として放送された。その後も不定期にゴールデン・プライムタイムの特番として断続的に放送されている。

## 司会者
第1弾
- 上地雄輔
- 水卜麻美（日本テレビアナウンサー）

第2弾
- 近藤春菜（ハリセンボン）
- 水卜麻美（日本テレビアナウンサー）

## ゲスト

### 第1弾
- ハイヒールモモコ
- 小島瑠璃子

ダイエット合宿見届け人
- 上地雄輔

第2弾
- 伊集院光
- 高畑淳子
- トリンドル玲奈

ダイエット合宿見届け人
- 浅田舞
- 上地雄輔

ダイエット合宿特別講師
- イモトアヤコ
- 田中雅美

## 放送時間
|                        | 放送日                                                      | 放送時間                                | 備考                                            |
| ---------------------- | ----------------------------------------------------------- | --------------------------------------- | ----------------------------------------------- |
| 第1弾 （ローカル放送） | 2014年08月29日（金） （前編） 2014年09月05日（金） （後編） | 1:09～1:39 （前編） 0:59～1:29 （後編） | 2015年2月14日（土）13:30～15:30に再編集版を放送 |
| 第2弾                  | 2015年11月11日（水）                                        | 19:00～20:54                            |                                                 |
| 第3弾                  | 2016年06月14日（火）                                        | 19:00～20:54                            |                                                 |
| 第4弾                  | 2016年11月09日（水）                                        | 19:00～21:54                            |                                                 |
| 第5弾                  | 2017年06月28日（水）                                        | 21:00～22:54                            |                                                 |
| 第6弾                  | 2017年11月17日（金）                                        | 19:00～20:54                            |                                                 |
| 第7弾                  | 2019年07月26日（金）                                        | 19:00～20:54                            |                                                 |

## スタッフ
第7弾時点
- 企画・演出：吉川真一朗
- ナレーション：松尾一心（第7弾）
- 構成：安達譲（第2弾は安達ちょめ、第3-5弾は安達××名義）／松木大輔
- CCAM：石渡裕二（第7弾）
- MIX：南雲長忠（第7弾）
- VE：川村雄一（第7弾）
- 照明：井口弘一郎（第6,7弾）
- ロケカメラ：青木芳行（第7弾）
- ロケ音声：土方章弘（第7弾）
- 編集：皆吉秀実（第7弾）
- MA：中川弘徳（第7弾）
- 音効：岡田淳一
- CG：藤井彩人、堤泰生（堤→第2-4,6,7弾）
- 美術プロデューサー：稲本浩
- 美術デザイナー：熊崎真知子
- 大道具：才原裕二（第3,5-7弾）
- 小道具：大久保俊彦
- 電飾：川井智香子（第2-4,7弾）
- 特殊効果：内山栄一（第7弾）
- メイク：目代遥、鶴田ゆか（共に第7弾）
- スタイリスト：高安志江（第7弾）
- 美術協力：日本テレビアート
- 協力：ティップネス、RESOL 生命の森リゾート、栗原隆ウェルネスクリニック、高田整形外科医院（高田→第4-7弾）
- 技術協力：日テレ・テクニカル・リソーシズ、Zeta、エイ・フィールド、麻布プラザ、プレゼンスクルー、イカロス（Zeta→第2,5-7弾、イカ→第6,7弾、エイ・プレゼン→第7弾）
- リサーチ：二宮アカリ（第7弾）
- AD：中川拓也、市川義信、宮田稜平、金子太一（全員第7弾）
- TK：竹島祐子
- デスク：難波亜矢
- AP：池田千草、野瀬純也、白井夕貴（全員第7弾）
- ディレクター：柴田真嗣、徳田勇一、木田佳樹（全員第7弾）
- 演出：白井秀知（第7弾）
- プロデューサー：宮崎慶洋（第5-7弾）、貝山京子、森亜希子（貝山・森→第7弾）
- チーフプロデューサー：道坂忠久
- 制作協力：クリエイティブ30（第7弾）
- 制作：日本テレビ

### 過去のスタッフ
- ナレーション：真地勇志、小杉十郎太（第6弾）、大塚芳忠
- 構成：田中直人（第3-5弾）、内藤英一（第4弾）
- TM：江村多加司（第2弾）、新名大作（第3弾）、小椋敏宏（第4-6弾）
- SW：望月達史（第2-4弾）、大庭茂嗣（第5弾）、福田伸一郎（第6弾、第2-4弾はCCAM）
- CCAM：高野信彦（第6弾）
- MIX：勝又理行（第2-5弾）、伊藤義典（第6弾）
- VE：鈴木昭博（第6弾）
- 照明：池長正宏（第2弾）、鈴木亮（第3弾）、小川勉（第4弾）
- ロケカメラ：千葉譲司（第6弾）
- ロケ音声：宮川康一（第6弾）
- 編集：島田金治（第2弾）、曽根隼一（第3弾）、岡本直人（第4弾）、岩品博之（第5弾）、山野井太郎（第6弾）
- MA：浅井佑人（第6弾）
- CG：藤井真吾（第5弾）
- 大道具：長谷部健治（第2,4弾）
- 電飾：飯塚奈美（第3,6弾）、鈴木雄蒔（第5弾）
- 衣裳：加川潤（第2弾）
- 持道具：柳下晃一（第2弾）
- メイク：塩山千明（第2弾）、家崎裕子（第3弾）、山田真歩（第4弾）、林朋香（第5弾）、川上優香（第6弾）
- 管理栄誉士：亰須薫（第2弾）
- 協力：町田市立室内プール、みなみ野ハートクリニック、汐留シティセンターセントラルクリニック、よこはま動物園ズーラシア、BODY PLANT六本木、PATENT WORKS、TRX Training JAPAN、AP／アフロ（第2弾）、㈲クオリティライフサービス渋谷DSクリニック（第2,4,6弾）、insea 麻布十番店、花見川スイミングクラブ（第3弾）、新宿レディースクリニック、㈱ブラボーグループ、㈱くわぱぁ（第4弾）、ワールドスポーツボクシング（第4-6弾）、みなみ野循環病院（第5弾）、メガロスクロス田端24(野村不動産ライフ&スポーツ㈱)（第6弾）
- リサーチ：フリード（第2,3弾）、トロリー（第5,6弾）
- AD：松本貴嗣、大庭千佳、笹倉雅恵（第2弾）、田口公基（第3弾）、相原久美子（第5弾）、松本尚也、黍原大裕、岡安里佳、寺下和貴（全員第6弾）
- AP：海老澤友美子（第4-6弾）、徳武真人（第5弾）
- ディレクター：永井ひとみ（第2弾）、加藤昌之（第2-6弾）、森屋聖司、板倉裕樹（第2-4弾）、佐々木文恵（第3-6弾）、加藤哲也、韮沢隆人（第3弾）、田野辺陽平（第5,6弾、第2-4弾はAD）、花田康平、小田清仁、関根健二、小山貴広（第5弾）、森田隆行（第6弾、第5弾は演出）、満冨洋隆、藤川悠（第6弾）
- 演出：大石正通（第3弾、第2,4弾はディレクター）、栗原隆典（第5弾）、高木悟（第6弾）
- プロデューサー：藤﨑一成（第2-4弾）、北詰由賀（第5弾）、宮太一（第5,6弾）、須藤大介（第6弾）
- 制作協力：THE WORKS（第5弾）、日企（第6弾）